# Roberto Zapperi
Roberto Zapperi (Catania, 20 gennaio 1932) è uno storico e scrittore italiano.

## Biografia
Roberto Zapperi ha studiato Storia e Filosofia a Roma. Nel 1971 è stato borsista della Fondazione Luigi Einaudi di Torino. Nel 1980 ha insegnato come visiting professor presso l'École des Hautes Études en Sciences Sociales di Parigi. Negli anni 1997/98 ha insegnato presso le università di Berlino e Amburgo.
Zapperi è autore di numerose opere tradotte in varie lingue, tra cui tedesco, inglese, spagnolo, francese, giapponese e coreano. È uno dei maggiori studiosi di Annibale Carracci e della Galleria Farnese.